# Chalcides lanzai
Chalcides lanzai (сцинк Ланци) — вид сцинкоподібних ящірок родини сцинкових (Scincidae). Ендемік Марокко. Вид названий на честь італійського герпетолога Бенедетто Ланци.

## Поширення і екологія
Сцинки Ланци мешкають в горах Середнього Атласу. Вони живуть в кедрових лісах, на луках і полях, у вологих місцевостях поблизу струмків, на висоті до 2100 м над рівнем моря.

## Збереження
МСОП класифікує стан збереження цього виду як близький до загрозливого. Chalcides ebneri загрожує знищення природного середовища.